# Матвієвський Іван Володимирович
Іва́н Володи́мирович Матвіє́вський (25 серпня 1986 — 3 вересня 2014) — солдат Збройних сил України, учасник російсько-української війни.

## Життєвий шлях
Народився в Широкому 1986 року Станично-Луганського району Луганської області, згодом родина переїхала до Зінькова.
Закінчив Зіньківський аграрний ліцей, кухар-кондитер, працював кухарем у санаторії «Сосновий бір».
25 березня 2014-го мобілізований до ЗСУ, кухар, 27-й реактивний артилерійський полк.
3 вересня 2014-го загинув під час обстрілу з території Російської Федерації із РСЗВ «Смерч» базового табіру 27-го полку поблизу Старобільська.
Похований в місті Зіньків.

## Нагороди і вшанування
За особисту мужність і героїзм, виявлені у захисті державного суверенітету та територіальної цілісності України, вірність військовій присязі під час російсько-української війни, відзначений — нагороджений
- орденом «За мужність» III ступеня (посмертно)
- Його портрет розміщений на меморіалі «Стіна пам'яті полеглих за Україну» у Києві: секція 4, ряд 8, місце 2
- Вшановується в меморіальному комплексі «Зала пам'яті», в щоденному ранковому церемоніалі 3 вересня[1]
- Зіньківській загальноосвітній школі присвоєно ім'я Івана Матвієвського